# 伊凡·伊凡诺维奇·堪察基
伊凡·伊凡诺维奇·堪察基（俄语：Иван Иванович Камчатый，？—1661年），俄罗斯帝国探险家。他以发现堪察加半岛而知名。
堪察基是一个哥萨克，第一次在史料中出现是在1649年。根据一则史料的记载，伊凡·堪察基的绰号来源于他穿着丝绸的衬衫。1652年，他作为伊凡·伊凡诺维奇·雷布罗夫的一个分遣队，被派往科雷马逗留了两年。因为天气的因素，这支分遣队不得不呆在阿拉泽亚河下游度过冬天。
1658年，他翻过山岭来到吉日金湾和品仁纳湾，一年后到达堪察加半岛。